# Шатоньоф (крепост)
Крепостта Шатоньоф (на френски: Châteauneuf) се намира в департамента Кот д'Ор в Бургундия (Франция), на 42 км североизточно от Дижон. Има типичната за 15 в. военна архитектура. Целият ансамбъл е изграден от камък с дължина 75 м и ширина 35 м и е разположен на скалисто възвишение на 475 м надморска височина. Отстои на 43 км от Дижон и е близо до Автомагистрала A6.
Крепостта е построена през 1132 г. от Жан дьо Шодне за малкия му син, който я наследява през 1175 г. и става известен като Жан I дьо Шатоньоф. Девет поколения негови потомци живеят в крепостта до трагичния край на последната издънка на фамилията Катрин дьо Шатоньоф, която умира изгорена жива, обвинена, че е отровила втория си съпруг (1456). През следващата 1457 г. херцогът на Бургундия подарява крепостта на съветника си Филип По, член на рицарския орден Златното руно (Ordre de la Toison d'or). След смъртта на По през 1493 г., тъй като той няма наследници, крепостта преминава във владение на неговия брат Ги По, след това на Мари Лиес дьо Люксембург, а след като тя влиза в манастир крепостта става собственост на графа на Комарин Шарл дьо Виен и остава в неговото семейство в продължение на 150 години. През 1767 г. Луи Анри дьо Виен я продава на един банкер.
По време на Френската революция всички кралски символи и гербове из крепостта са разрушени, а самата крепост е продадена на търг и сменя различни собственици до 1936 г., когато граф Жорж дьо Вог я дарява на френската държава. Оттогава крепостта с прилежащото ѝ село са обявени за защитен обект.